# 후한 소제 (13대)
한 소황제 유변(漢 少皇帝 劉辯, 176년 ~ 190년 3월 6일)은 후한의 제13대 황제이다. 189년 영제를 이어서 황제에 올랐으나 동탁에 의해 폐위되어 홍농왕으로 쫓겨나고 이듬해에 독살되었다. '소황제'는 후대에 붙여진 칭호로, 후한 조정에서 정식으로 내린 작위와 시호는 홍농회왕(弘農懷王)이다.

## 생애
173년 또는 176년에 영제와 영사하황후 사이에서 태어났다. 궁궐이 아닌 도인 사자묘(史子眇)의 집에서 자라서 사후(史侯)라 불렸다. 궁궐 바깥에서 성장했음에도 사족(士族)에 의해 성장했더라면 최소한의 예법 정도는 갖추었으나 평민보다도 급이 더 낮은 천민격인 도인에 의해 성장한 탓에 예법을 전혀 배우지 않았다.
여러 신하가 태자를 정하기를 청했다. 영제는 유변이 경박하고 위의가 없어 황제가 될 수 없다고 여기면서도 하황후를 총애했고 하진은 권력을 쥐고 있었으므로 계속 미루기만 하였다. 중평 6년(189년) 4월 병진일(丙辰日, 음력), 영제가 가덕전(嘉德殿)에서 붕어했다. 건석은 하진을 죽이고 유협(훗날 헌제)을 세우려 했지만 실패하였다. 유변이 이틀 후 제위에 올라 천하에 대사면령을 내리고, 연호를 광희로 고치는 한편 동생 유협을 발해왕(渤海王)에 봉하였다.
8월 무진일 십상시가 자신들의 정권을 지키고자 하진을 유인하여 처단하였다. 그러자 오히려 원소, 원술 등이 궁궐로 쳐들어가 수많은 환관들을 죽이기 시작했다. 경오일 환관 장양, 단규 등은 소제와 진류왕 유협을 데리고 북궁 덕양전(德陽殿)으로 도망쳤다가 신미일 아예 궁을 빠져나가 소평진(小平津)으로 달아났다. 그러나 노식과 민공에게 뒤를 잡혔고 장양 등은 울며 “신들은 모두 망하고 천하는 난에 휩싸였습니다. 폐하께서는 스스로를 보존하십시오.”란 말을 남기고 물 속으로 투신하였다.
동탁이 휘하 군대를 이끌고 북망산에서 소제와 진류왕을 영접하여 낙양으로 환궁했다. 소제는 두려움에 울기만 할 뿐 제대로 얘기하지 못하는 반면에 유협은 차근차근 얘기하는데다 동탁과 같은 성씨인 동태후가 길렀으므로 폐위할 뜻을 품었다. 9월 갑술일 홍농왕(弘農王)으로 강등당하고 유협이 황제에 올랐다.

## 죽음
190년(초평 원년) 음력 1월 동탁의 횡포에 반동탁 연합군이 일어났다. 동탁은 낭중령(郞中令) 이유로 하여금 소제를 독살하도록 하였다.(1월 25일) 이유는 소제에게 독약을 바치며 말하였다.
| “ | 이 약을 드시면 병환이 낫게 될 것입니다. | ” |

소제는 꿍꿍이를 알아차리고 답하였다.
| “ | 나는 병에 걸리지 않았다. 나를 죽이려는 것이로구나! | ” |

그러나 이유는 억지로 약을 권하였고, 소제 또한 어찌할 도리가 없었다. 소제는 당희(唐姬) 및 궁인들을 불러모아 이별연을 벌였고, 술잔이 돌자 슬퍼하며 노래를 불렀다.
| “ | 天道易兮我何艱 하늘은 내게 쉬이 시련을 주는구나 棄萬乘兮退守蕃 만승(萬乘;천자의 자리)을 버리고 울타리를 지키는데 逆臣見迫兮命不延 역신이 겁박하니 목숨 잇지 못하네 逝將去汝兮適幽玄 앞으로 너를 떠나 저승으로 가겠구나! | ” |
|   | |   |

이어서 당희에게 일어나 춤출 것을 명하니, 당희는 소매를 들고 노래하였다.
| “ | 皇天崩兮后土穨 하늘이 무너지고 땅이 어그러지니 身爲帝兮命夭摧 몸은 임금이나 목숨 일찍 스러지네 死生路異兮從此乖 생사의 길이 달라 이렇게 이별하니 奈我煢獨兮心中哀 나 어찌 외로워 슬프지 않겠는가! | ” |
|   | |   |

모두가 흐느끼는 속에서 홍농왕은 당희에게 다음의 마지막 말을 남기고는 독약을 마셨다.
| “ | 그대는 임금의 아내이니, 백성에게 개가하지 말고 자신을 아끼시구려. | ” |

## 사후 취급
환관 조충이 마련해뒀었던 묏자리에 묻혔으며 시호는 회왕(懷王)이라 하였다. 조조가 서쪽으로 친정을 가다가 홍농왕의 묘를 지나게 됐다. 보고 가야 하는지 자문을 구하니 동우(董遇)가 답하였다. “춘추지의에는 한 해를 넘기지 못 하고 죽은 임금은 임금으로 대하지 않았습니다. 홍농왕은 재위 기간이 짧을 뿐더러 제후에 봉해졌으니 인사하지 말아야 합니다.” 이에 그냥 지나쳤다.

## 동탁의 소제 폐위에 대한 변
삼국지 동탁전에서는
| “ | 孝靈皇帝不究高宗眉壽之祚, 早弃臣子. 皇帝承紹, 海內側望, 而帝天姿經佻, 威儀不恪, 在喪慢惰, 衰如故焉. 凶德旣彰, 淫穢發聞, 損辱神器, 忝汚宗廟. 皇太后敎無母儀, 統政荒亂. 永樂太后暴崩, 衆論惑焉. 三網之道, 天地之紀, 而乃有闕, 罪之大者. 陳留王協, 聖德偉茂, 規矩邈然, 豊下兌上, 有堯圖之表. 居喪哀戚, 言不及邪, 岐嶷之性, 有周成之懿. 休聲美稱, 天下所聞, 宜承洪業, 爲萬世統, 可以承宗廟. 廢皇帝爲弘農王. 皇太后還政. 효령황제(孝靈皇帝)는 고종(高宗)들이 미수(眉壽)를 누리던 복을 다하지 못하고 일찍 신자(臣子)들을 버리셨다. 황제가 승소(承紹)하니 해내에서 측망(側望)했으나, 황제는 하늘에게서 받은 품성이 경박하고 위의(威儀)에 있어 삼가지 못해 상을 당해 만타(慢惰)하여 쇠(衰)함이 예전과 같았다. 흉덕(凶德)이 이미 두드러지고 음예(淫穢)함이 드러나 신기(神器)를 욕보이고 종묘(宗廟)를 더렵혔도다. 황태후의 가르침에 모의(母儀)가 없어 통정(統政)이 거칠고 어지러워졌다. 영락태후(永樂太后)께서 갑자기 붕어하시니 중론에서는 이를 미심쩍어하였다. 삼강의 도(三綱之道)와 천지의 기(天地之紀)에 허물이 있게 되었으니 그 죄가 크도다. 진류왕 협(協)은 성덕(聖德), 위무(偉茂)하며 규구(規矩), 막연(邈然)하여 아랫사람을 넉넉히 대하고 윗사람을 기쁘게 하니 요임금의 겉모습이 있도다. 상을 치루며 슬퍼하고 서러워하고 삿된 것을 말하지 않으니 기억(岐嶷-어릴때부터 재능이 뛰어남)의 성정으로 주성(周成-주성왕)의 아름다움이 있다. 휴성미칭(休聲美稱)이 천하에서 들리니 의당 홍업(洪業)을 이어받아 만세를 통하여 가히 종묘를 받들만하다. 황제를 폐하여 홍농왕으로 삼고, 황태후는 섭정으로 복귀한다. | ” |

삼국지연의 제4장에서는
| “ | 孝靈皇帝, 早棄臣民, 皇帝承嗣, 海內側望. 而帝天資輕佻, 威儀不恪, 居喪慢惰, 否德旣彰, 有忝大位. 皇太后敎無母儀, 統政荒亂. 永樂太后暴崩, 衆論惑焉. 三綱之道, 天地之紀, 毋乃有闕? 陳留王協, 聖德偉懋, 規矩肅然, 居喪哀戚, 言不以邪, 休聲美譽, 天下所聞, 宜承洪業, 爲萬世統. 茲廢皇帝爲弘農王, 皇太后還政, 請奉陳留王爲皇帝, 應天順人, 以慰生靈之望. 효령황제(孝靈皇帝)께서 일찍이 돌아가신 후 해내(海內)가 모두 황제를 우러러 기대를 걸었다. 그러나 황제는 천품이 경박하여 위엄도 갖추지 못하고 상(喪)까지 태만히 입는 등 비루한 덕이 이미 밝게 나타나 대위(大位)만 더럽히고 있도다. 황태후 역시 가르침에 만민의 어머니다운 모습이 없고 정사마저 거칠고 무질서하다. 영락태후(永樂太后)의 돌연한 죽음과 관련하여 의혹이 많다는 중론이다. 그래서 삼강(三綱)의 도와 천지의 기(紀)가 어쩔 수 없이 끊겨 어디로 갔는가? 진류왕 협(陳留王協)은 성덕(聖德)이 크고 짙으며 규구(規矩)가 반듯할 뿐만 아니라 상도 애절하게 입고 말씀에도 사특함이 없어 천하의 기림을 받고 계시니, 마땅히 황업(皇業)을 이어 받아 만대에 전하도록 해야 할 것이다. 이에 황제를 폐하여 홍농왕(弘農王)으로 삼고 황태후의 섭정을 환수하며 진류왕을 청해 황제로 받드노니, 이것은 하늘과 사람의 뜻에 순응하는 것이고 생령(生靈 :백성 )들의 기대에 부응하는 것이다. (정소문 삼국지) | ” |

## 친족관계
- 부황 : 후한 영제 유굉
- 모후 : 영사황후 하씨
- 후비 : 당희(唐氏)
- 이복동생 : 후한 헌제 유협

## 기년
| 소제        | 원년                            |
| ----------- | ------------------------------- |
| 서력 (西曆) | 189년                           |
| 간지 (干支) | 기사(己巳)                      |
| 연호 (年號) | 광희(光熹) 원년 소녕(昭寧) 원년 |

## 같이 보기
- 삼국지 인물 목록

## 참고 문헌
- 《후한서》8권 효영제 유굉
- 《후한서》10권下 황후기 제10下 영사하황후

| 전임 영제 유굉 | 제13대 후한 황제 189년 5월 13일(음력 4월 11일) ~ 189년 9월 28일(음력 9월 1일) | 후임 헌제 유협 |

|  | 후한의 홍농왕 189년 ~ 190년 |